# 亨德森海崖
亨德森海崖（英語：Henderson Bluff）是南極洲的海崖，位於伊莉莎白女王地，屬於彭薩科拉山脈中福里斯特爾山脈的一部分，海拔高度1,660米，美國地質調查局根據測量和該國海軍的空中照片繪入地圖，現時由南極條約體系管理。